# 海代尔堡
海代尔堡（匈牙利語：Hédervár）是匈牙利杰尔-莫雄-肖普朗州所辖的一个村。总面积14.28平方公里，总人口1180，人口密度82.6人/平方公里（2011年1月1日）。